# Kowiesy (Łódź)
Kowiesy is een dorp in het Poolse woiwodschap Łódź, in het district Skierniewicki. De plaats maakt deel uit van de gemeente Kowiesy en telt około 150 inwoners.